# John Linley Frazier
John Linley Frazier (Hayward, 26 gennaio 1946 – Ione, 13 agosto 2009) è stato un assassino statunitense.

## Biografia
John Linley Frazier nacque in California il 26 gennaio 1946. A seguito di un incidente d'auto alla fine degli anni '60, divenne un fanatico religioso, assumendo un look da hippie, trascorrendo buona parte della vita quotidiana nella capanna di un bosco e spesso consultando la Bibbia, travisando che la voce di Dio gli sussurrava di giustiziare il prossimo.
Il 19 ottobre 1970, a Santa Cruz, Frazier entrò nella casa dell'oftalmologo nippo-statunitense Victor Ohta; lì trovò Ohta, sua moglie, i loro due figli e la loro segretaria. Attaccandoli deliratamente e credendo di essere stato mandato per diretta volontà divina, legò le mani degli occupanti con sciarpe colorate, armato di pistola li uccise tutti e cinque ed infine gettò i loro corpi nella piscina della casa.
I vicini informarono prontamente la polizia di aver visto Frazier pattugliare i boschi della zona ed in possesso di arma da fuoco. Vi furono anche testimonianze di Frazier visto alla guida del van di Ohta. Quattro giorni dopo, fu arrestato mentre dormiva nella sua capanna.
Il primo giorno del processo, Frazier apparve in tribunale con un nuovo look, rappresentando due lati: il lato sinistro del volto era completamente rasato, senza barba, capelli e sopracciglio, mentre il lato destro era rimasto immutato, con capelli e barba lunga. In seguito si rasò completamente testa e viso. Frazier fu condannato a morte il 29 novembre 1971; tuttavia, nel 1972 la pena di morte fu abolita in California e la sua condanna fu commutata in ergastolo.
Morì suicida il 13 agosto 2009 impiccandosi nella sua cella al Mule Creek State Prison di Ione, in California.